# Portia Modise
Portia Modise (ur. 20 czerwca 1983 w Soweto (Johannesburg), Południowa Afryka) – południowoafrykańska piłkarka, grająca na pozycji pomocnika lub napastnika, reprezentantka Południowej Afryki.

## Kariera piłkarska

### Kariera klubowa
Wychowanka Soweto Rangers oraz Jomo Cosmos. W 1996 rozpoczęła karierę piłkarską w Soweto Ladies. W czerwcu 2007 podpisała 2-letni kontrakt z duńską Fortuną Hjørring. Potem broniła barw południowoafrykańskich klubów piłkarskich, m.in. Orlando Pirates, Palace Super Falcons i Jomo Cosmos. W 2015 zakończyła karierę piłkarską w Croesus Ladies.

### Kariera reprezentacyjna
W 2000 debiutowała w narodowej kadrze Południowej Afryki, w której grała przez 15 lat.